# Kemps Creek
Kemps Creek ist ein ländlicher Ort in New South Wales, Australien in den westlichen Vororten von Sydney.

## Geschichte
Kemps Creek wurde nach Anthony Fenn Kemp (1773–1868) benannt, der in der Umgebung mehrere Ländereien besaß. Die erste Schule wurde 1885 eröffnet und das erste Postamt 1925.
Das bislang ländlich geprägte Kemps Creek ist Teil des Badgery Creek Precinct, das wiederum Teil der Western Sydney Aerotropolis ist. Diese geplante Stadt soll um den neuen Flughafen herum entstehen und Bradfield, einen neu geschaffenen Ort, als Zentrum haben.

## Geographie
Der nördliche Teil von Kemps Creek, rund zwei Drittel der Fläche, gehören zur Local Government Area (LGA) Penrith City, der südliche zu Liverpool City. 
Der Ort liegt im Westen der Metropolregion Sydney, etwa 40 Kilometer vom Stadtzentrum entfernt. Von den Verwaltungszentren Penrith (im Nordwesten) und Liverpool (im Osten) ist Kemps Creek jeweils 15 Kilometer Luftlinie entfernt. Westlich vom Ort befindet sich Badgerys Creek mit dem im Bau befindlichen Flughafen Western Sydney. Der zum Flughafen führende, 2025 im Bau befindliche Motorway M12 führt durch Kemps Creek zum WestLink (M7). 
Mit 62 Einwohnern pro Quadratkilometer ist der Ort eher dünn besiedelt: Es wechseln sich lockere Wohnbebauung, Landwirtschaft, Gewerbe und industrielle Flächen ab.
Im Osten des Orts verläuft der Bach Kemps Creek, der die Grenze zu Cecil Park bildet. Jenseits des Bachs liegt das Kemps Creek Nature Reserve, ein Naturschutzgebiet (197 Hektar) und ökologische Ausgleichsfläche für den Bau des Flughafens.

## Demographie
Mit Stand von 2021 hatte Kemps Creek 2121 Einwohner, von denen 1835 die australische Staatsangehörigkeit besaßen. 54 Personen im Ort waren Aborigines.
In Kemps Creek wohnten mit 123 Menschen (5,8 %) überdurchschnittlich viele Personen aus Italien (Landesweit: 0,64 %). Weitere Einwohner, die im Ausland geboren wurden, kamen aus China (55), dem Irak (55) und dem Libanon (50).
Das Medianalter lag bei 44 Jahren. Das mittlere Einkommen pro Person betrug 633 Australische Dollar, das mittlere Haushaltseinkommen lag bei 1753 AUD, womit es zu den höheren Haushaltseinkommen im landesweiten Vergleich (1746 AUD) zählte.

## Öffentliche Einrichtungen
In Kemps Creek gibt es insgesamt sieben Bildungseinrichtungen, darunter die Kemps Creek Public School. Weiterhin gibt es zwei Parks sowie vier öffentliche Sportstätten. Der Ort beherbergt eine Filiale von Australia Post.

## Wirtschaft
Im Norden von Kemps Creek befindet sich Mamre Road Precinct und Oakdale West, große Industriegebiete, in denen unter anderem Firmen wie Amazon und die Australia Post Verteilzentren eröffnet haben. Weiterhin befindet sich dort ein von der deutschen Witron gebautes Verteilzentrum für Coles.